# Fritz Thyssen

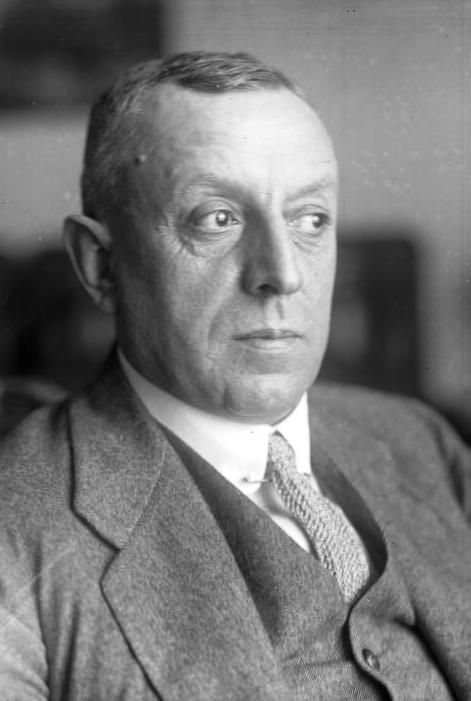
Fritz Thyssen

Fritz Thyssen (Mülheim an der Ruhr, 9 november 1873 - Buenos Aires, 8 februari 1951) was een Duitse grootindustrieel uit de ondernemersfamilie Thyssen die verbonden is met het technologiebedrijf ThyssenKrupp. Thyssen was tussen 1931 en 1939 lid van de nazipartij. 

## Levensloop
Fritz Thyssen werd geboren in Mülheim an der Ruhr als de oudste zoon van industrieel August Thyssen en zijn vrouw Hedwig Pelzer. Hij was de oudere broer van baron Heinrich Thyssen, die later bij de Bank voor Handel en Scheepvaart in Rotterdam ging werken. Toe hij 12 jaar oud was, gingen zijn ouders uit elkaar. Hij ging eerst naar de gemeentelijke middelbare school in Mülheim, voordat hij overstapte naar een katholieke school in Düsseldorf.
In 1885 werd hij actief in het bedrijf van zijn vader. Hij liep stages bij diverse bedrijfsonderdelen en vanaf 1897 werden zijn verantwoordelijkheden groter. Pas na de dood van zijn vader in 1926 trad hij meer naar buiten. In 1900 trouwde hij Amélie zur Helle (1877-1965) en kreeg met haar een dochter, Anita (1909-1990).
In 1923 werd hij bekend bij het Duitse publiek. Hij trad op als woordvoerder van de Duitse mijneigenaren en leidde een passief verzet tegen de Frans-Belgische Ruhrbezetting. Hij werd gearresteerd, voor een militaire rechtbank in Mainz gebracht en samen met andere betrokken industriëlen veroordeeld. Bij zijn terugkeer naar Duisburg werd hij triomfantelijk binnengehaald door het publiek. Vijf jaar later ontving hij een eredoctoraat van de rechtenfaculteit van de Universiteit van Freiburg. 
Na de dood van zijn vader in 1926 bracht hij belangrijke delen van de groep onder in de Vereinigte Stahlwerke AG en werd voorzitter van de raad van Commissarissen. Deze functie oefende hij uit tot zijn vlucht in september 1939. Thyssen was lid van Duitse Nationale Volkspartij, maar vanaf 1930 gaf hij publiekelijk zijn steun aan Adolf Hitler en zijn Nationaalsocialistische Duitse Arbeiderspartij (NSDAP). Al sinds 1923 ondersteunde hij de NSDAP met geld. In het nazificatieproces van Thyssen werd bekend dat hij in totaal 650.000 Reichsmark had geschonken aan alle rechtse partijen van 1923 tot 1932. Hij behoorde tot de groep van industriëlen, bankiers en boeren die in november 1932 president Paul von Hindenburg opriep Hitler te benoemen tot Rijkskanselier. Op 1 mei 1933 trad Thyssen toe tot de NSDAP. Hij bekleedde veel functies in adviesraden vooral op economisch gebied.
Thyssen was het niet altijd eens met het beleid van Hitler. Hij schreef brieven waarin hij zijn beklag deed en legde na de Kristallnacht zijn lidmaatschap van de Pruisische Staatsraad neer uit protest. Hij bekritiseerde ook de dreigende oorlog. Op 31 augustus 1939 ontving Thyssen een uitnodiging om een bijeenkomst van de Rijksdag in Berlijn bij te wonen. Thyssen stuurde dezelfde dag een telegram naar Göring dat hij niet kon komen vanwege zijn gezondheid. Hij voegde eraan toe: "Naar mijn mening zou een soort wapenstilstand mogelijk moeten zijn om tijd te winnen voor onderhandelingen. Ik ben tegen de oorlog.”
Op 2 september 1939 emigreerde hij met zijn vrouw, dochter en schoonzoon naar Zwitserland. Het nazi-regime reageerde door zijn gehele eigendom in Duitsland te confisqueren. Thyssen wilde met zijn familie doorreizen naar Argentinië, maar ging eerst naar Cannes in Zuid-Frankrijk. Hier schreef hij, in samenwerking met de journalist Emery Reves, het boek "I Paid Hitler". Eind 1940 werd hij gearresteerd en, in tegenstelling tot de uitdrukkelijke verzekering van maarschalk Pétain, onder druk van de Gestapo toch uitgeleverd aan Duitsland. Hij werd berecht en bleef de rest van de oorlog gevangen. Na de oorlog werd Thyssen geïnterneerd door de geallieerden en in 1948 vrijgelaten. 
In december 1949 verhuisde Thyssen naar Buenos Aires naar Anita, die in 1936 was getrouwd met de Hongaarse graaf Gabor Zichy (1910-1972). Op 8 februari 1951 stierf hij daar aan een hartaanval. Zijn lichaam werd vervolgens overgebracht en begraven op Kasteel Landsberg in Ratingen.

## Trivia
In 2014 kwam "I Paid Hitler" in herdruk uit onder de titel “Ik Financierde Hitler” bij Frontier Publishing uit Amsterdam (ISBN 9789078070566)